# Широкий талер

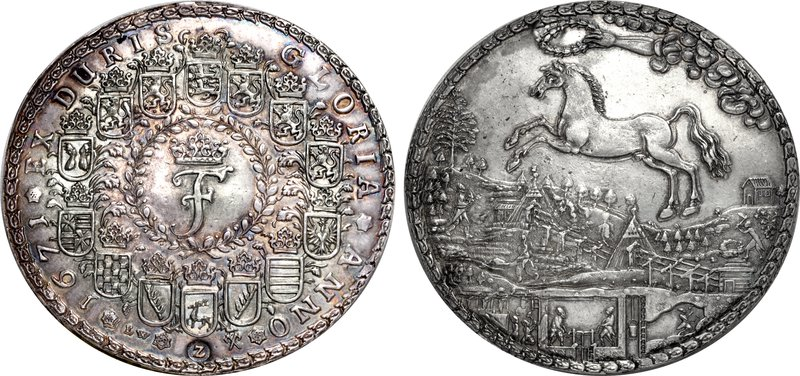
Широкий двойной талер Брауншвейг-Люнебурга 1671 года. Диаметр монеты 64 мм

Широкий талер (нем. breiter Taler) — название монет талерового типа большего, чем обычные талеры, диаметра. При большем размере они имели стандартный вес и меньшую толщину. Более широкая поверхность монетного кружка позволяла наносить на него более сложные изображения, характеризующиеся филигранностью и тонкостью работы, проработкой мельчайших деталей.
Обычные талеры имели размер в 40—44 мм. Широкие талеры большего размера выпускали в большинстве случаев в качестве памятных монет. К широким талерам в частности относят якобсталеры, исповедальных талеров и другие.
Противоположным широкому являлся толстый талер.